# Juan Bautista Acevedo Muñoz

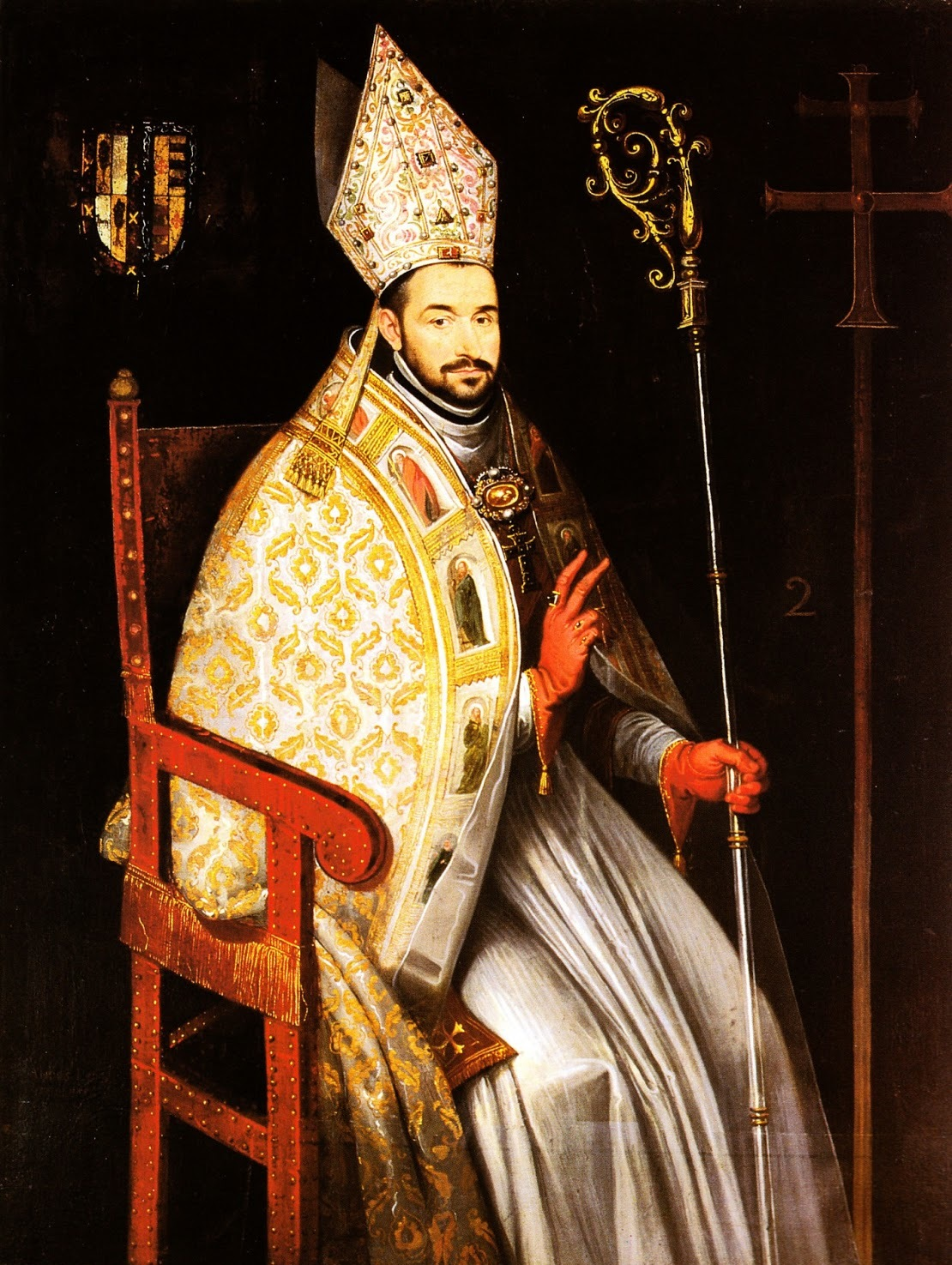
Juan Bautista de Acevedo als Patriarch von Westindien

Juan Bautista Acevedo Muñoz (auch Juan Bautista de Acevedo; * 1555 in Hoz de Anero; † 8. Juni 1608 in Valladolid) war ein spanischer römisch-katholischer Geistlicher, Bischof von Valladolid und Patriarch von Westindien.

## Leben
Acevedo wurde zunächst zum Bischof von Gallipoli erwählt, was er jedoch ablehnte, ebenso wie eine Wahl zum Bischof von Tortosa. Am 30. April 1601 wurde er zum Bischof von Valladolid ernannt. Die Bischofsweihe spendete ihm der Erzbischof von Sevilla Kardinal Fernando Niño de Guevara. Am 16. Januar 1606 wurde er zum Patriarchen von Westindien und ebenfalls 1606 zum Generalinquisitor von Spanien ernannt, er trat am 28. April 1606 vom Bischofsamt in Valladolid zurück.
Beigesetzt wurde er in der Kirche San Juan de Oznayo.